# Stanisław Koń
Stanisław Grzegorz Koń (ur. 10 marca 1918 w Srogowie Górnym, zm. 28 listopada 1984 w Buenos Aires) – kapitan pilot Polskich Sił Powietrznych w Wielkiej Brytanii.

## Życiorys

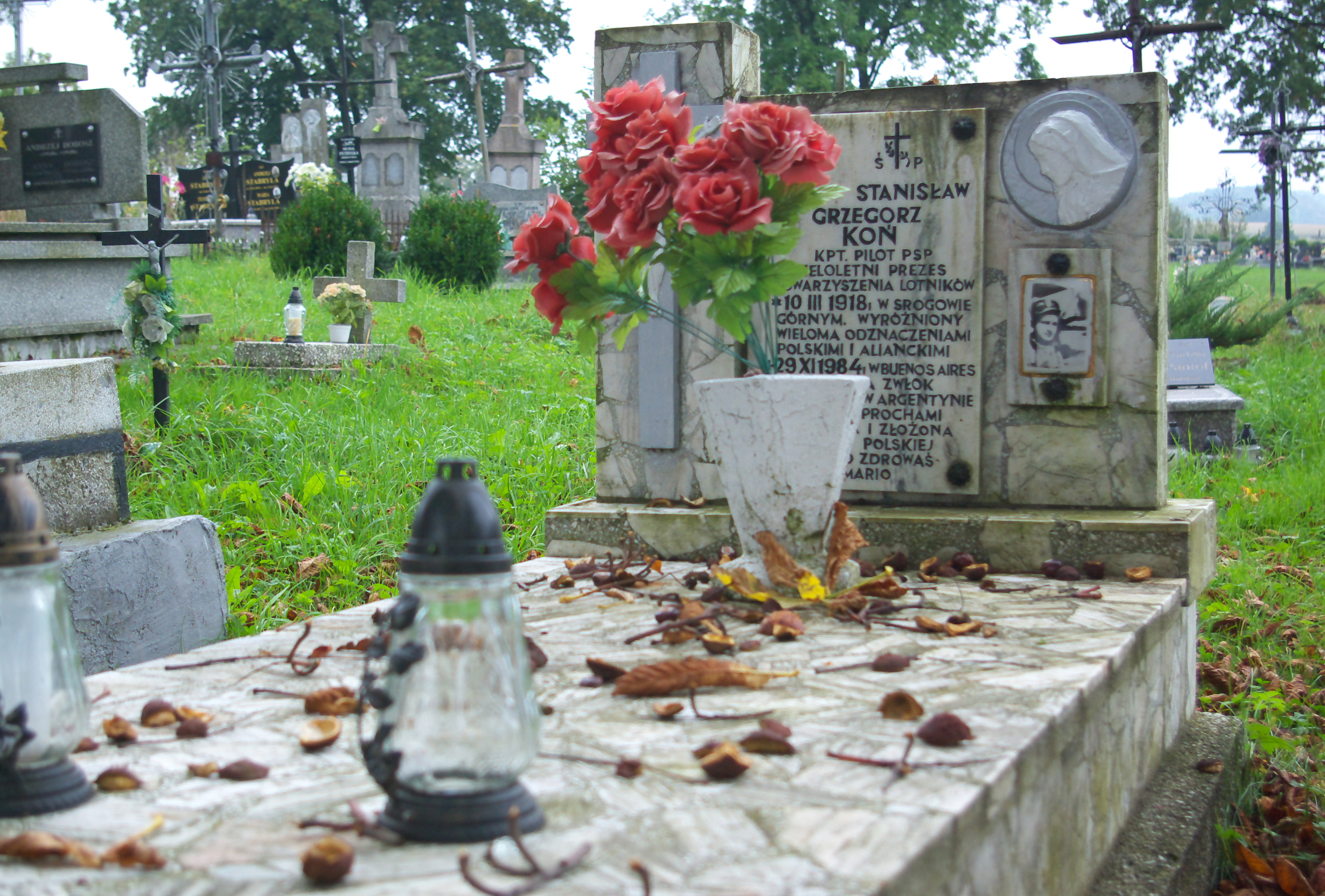
Nagrobek Stanisława Konia w Jurowcach

W 1936 zdał egzamin dojrzałości w Państwowym Gimnazjum im. Królowej Zofii w Sanoku (w jego klasie byli m.in. Jerzy Albert, Zbigniew Jara, Marian Killar). Absolwent XII Promocji (1936 - 1939) Szkoły Podchorążych Lotnictwa w Dęblinie w stopniu podporucznika obserwatora z 38 lokatą. Następnie został przydzielony w 1939 przydzielony do 6 pułku lotniczego i 64 eskadry bombowej we Lwowie.
Po wybuchu II wojny światowej w kampanii wrześniowej w stopniu podchorążego pełnił funkcję obserwatora w 64 eskadrze bombowej. W tym czasie wykonał 4 zadania bombardierskie na niemieckie oddziały pancerno-motorowe. 14 września 1939 został ranny w rękę podczas starcia z niemieckimi myśliwcami npla. Później pozostał w eskadrze. Przed wojną i we wrześniu 1939 latał na samolocie PZL.23 Karaś.
Po klęsce wojny obronnej przedostał się do Francji, gdzie przystąpił do dywizjonu bombowego w bazie Tuluza służąc w niej od marca do upadku Francji w czerwcu 1940. Następnie trafił do Wielkiej Brytanii, gdzie od lutego do października 1941 służył jako nawigator w 7 Anti-Aircraft Co-operation Unit (AACU). W dalszym okresie odbył przeszkolenie na pilota i wykonywał loty operacyjne w jednostkach 65 i 288 DM RAF, po czym służył w Polskich Sił Powietrznych w Anglii w jednostkach dywizjonu 306 w Kirton-in-Lindsey od października 1942 do kwietnia 1943 i dywizjonu 318 (w stopniu porucznika, nr P-1366) od maja 1943 do końca wojny w maju 1945, w tym od lutego 1944 do maja 1945 był dowódcą eskadry dywizjonu.
Został uhonorowany wieloma odznaczeniami polskimi i alianckimi.
Po wojnie osiadł w Argentynie. Był wieloletnim prezesem Stowarzyszenia Lotników. Zamieszkiwał w Colle Cochabamba Rosano. Jego żoną została obywatelka Włoch Mirella Scardobelli.
Zmarł w Buenos Aires. Jego prochy przeniesiono do Polski. Grób Stanisława Konia znajduje się na cmentarzu w Jurowcach.

## Odznaczenia
- Krzyż Walecznych dwukrotnie
- Medal Lotniczy trzykrotnie